# Derby algérois Mouloudia Club d'Alger - Raed Chabab Kouba
Le derby algérois opposant le Mouloudia Club d'Alger au Raed Chabab Kouba est l'une des principales confrontations footballistiques du championnat d'Algérie. Cette rencontre se déroule habituellement au Stade Benhaddad quand le RCK joue à domicile, au stade Omar Hamadi lorsque le MC Alger évolue à domicile, ou quelquefois au stade du 5 juillet 1962 lorsqu'il s'agit d'un "terrain neutre".

## Match par match
- Source[1],[2].

| N° | Date              | Compétition    | Match      | Lieu         | Score                   | Buteurs MCA                                                      | Buteurs RCK                                              |
| -- | ----------------- | -------------- | ---------- | ------------ | ----------------------- | ---------------------------------------------------------------- | -------------------------------------------------------- |
| 1  | 12 décembre 1965  | Coupe 1/16     | MCA - RCK  | 20-Août-55   | 2 - 3                   | Saâdi 32', Metrah 89'                                            | Haddadi 70', 75' et 87'                                  |
| 2  | 1er décembre 1968 | D1 1968-69     | MCA - RCK  | Bologhine    | 2 - 0                   | Si Chaib 24', Betrouni 58'                                       | Amirouche (pén.)                                         |
| 3  | 15 juin 1969      | D1 1968-69     | RCK - MCA  | 20-Août-55   | 4 - 2                   | Bachi 28', Zerroug 65'                                           | Aït Chegou Nouredine 1' et 64', Bakou 35', Benyahia 89'  |
| 4  | 5 octobre 1969    | D1 1969-70     | CSSK - MCA | Benhaddad    | 2 - 3                   | Amrous Tayeb 63' et 66', Bachta 75'                              | Aït Chegou Nouredine 1' et 23'                           |
| 5  | 25 janvier 1970   | D1 1969-70     | MCA - CSSK | Bologhine    | 1 - 2                   | Tahir ?'                                                         | Aït Chegou Nouredine 1', Bakou 46'                       |
| 6  | 13 décembre 1970  | D1 1970-71     | MCA - CSSK | Bologhine    | 1 - 1                   | Tahir 60'                                                        | Djillali Aït Chegou 5'                                   |
| 7  | 25 avril 1971     | D1 1970-71     | CSSK - MCA | Benhaddad    | 0 - 1                   | Maloufi 4'                                                       | –                                                        |
| 8  | 7 novembre 1971   | D1 1971-72     | MCA - NARA | Bologhine    | 4 - 0                   | Tahir 15', 60', 72'(p), 88'                                      | –                                                        |
| 9  | 23 avril 1972     | D1 1971-72     | NARA - MCA | Benhaddad    | 3 - 3                   | Tahir 22', Aizel 27', Bachi 67'                                  | Aït Hamouda 14', Amirouche 34' et 79'                    |
| 10 | 17 septembre 1972 | D1 1972-73     | NARA - MCA | 5-Juillet-62 | 0 - 1                   | Betrouni 76'                                                     | –                                                        |
| 11 | 4 mars 1973       | D1 1972-73     | MCA - NARA | 5-Juillet-62 | 2 - 2                   | Bachta 35', Zenir 70'                                            | Amrous Sadek 29' (c.s.c), Bellamine ?'                   |
| 12 | 28 octobre 1973   | D1 1973-74     | NARA - MCA | 5-Juillet-62 | 3 - 0                   | –                                                                | Aït Hamouda 30' et 51', Saâdedine 33'                    |
| 13 | 3 mars 1974       | D1 1973-74     | MCA - NARA | 5-Juillet-62 | 3 - 0                   | Betrouni 34', Draoui 39', Zenir 81' (p)                          | –                                                        |
| 14 | 15 septembre 1974 | D1 1974-75     | RCK - MCA  | 5-Juillet-62 | 0 - 0                   | –                                                                | –                                                        |
| 15 | 5 janvier 1975    | D1 1974-75     | MCA - RCK  | 5-Juillet-62 | 0 - 0                   | –                                                                | –                                                        |
| 16 | 29 octobre 1975   | D1 1975-76     | RCK - MCA  | 20-Août-55   | 1 - 1                   | Azzouz 84' (p)                                                   | Amirouche 60'                                            |
| 17 | 21 mars 1976      | D1 1975-76     | MCA - RCK  | 5-Juillet-62 | 1 - 0                   | Aït Hamouda 31'                                                  | –                                                        |
| 18 | 22 novembre 1976  | D1 1976-77     | RCK - MCA  | 5-Juillet-62 | 1 - 0                   | –                                                                | Djillali Aït Chegou 20'                                  |
| 19 | 14 janvier 1977   | Coupe 1/16     | MCA - RCK  | 5-Juillet-62 | 0 - 0 (8–6 aux Corners) | –                                                                | –                                                        |
| 20 | 21 janvier 1977   | D1 1976-77     | MCA - RCK  | 5-Juillet-62 | 1 - 1                   | Bousri 4'                                                        | Bedjaoui 69'                                             |
| 21 | 9 décembre 1977   | D1 1977-78     | MPA - RSK  | 5-Juillet-62 | 4 - 2                   | Bellemou 6', Bousri 34' et 38', Zenir 90'                        | Salah Assad 66', Sebbar 79'                              |
| 22 | 28 avril 1978     | D1 1977-78     | RSK - MPA  | 5-Juillet-62 | 1 - 4                   | Aït Hamouda 27' et 85', Bousri 53', Betrouni 71'                 | Ouramdane 61'                                            |
| 23 | 20 octobre 1978   | D1 1978-79     | MPA - RSK  | 5-Juillet-62 | 1 - 0                   | Bousri 75'                                                       | –                                                        |
| 24 | 9 mars 1979       | D1 1978-79     | RSK - MPA  | Benhaddad    | 0 - 0                   | –                                                                | –                                                        |
| 25 | 4 janvier 1980    | D1 1979-80     | MPA - RSK  | Bologhine    | 1 - 2                   | Zenir 69'                                                        | Salah Assad 30', Safsafi 52'                             |
| 26 | 20 avril 1980     | D1 1979-80     | RSK - MPA  | 20-Août-55   | 1 - 1                   | Lakhdar Belloumi 20'                                             | Lounas 42'                                               |
| 27 | 2 janvier 1981    | D1 1981-82     | RSK - MPA  | Benhaddad    | 2 - 1                   | Zenir 90' (p)                                                    | Noureddine Meghichi 43' et 72'                           |
| 28 | 12 juin 1981      | D1 1981-82     | MPA - RSK  | Bologhine    | 0 - 2                   | –                                                                | Noureddine Meghichi 43', Salah Assad 78'                 |
| 29 | 5 octobre 1981    | D1 1981-82     | MPA - RSK  | 20-Août-55   | 2 - 0                   | S. Meghichi 22', Zenir 79' (p)                                   | –                                                        |
| 30 | 19 février 1982   | D1 1981-82     | RSK - MPA  | Benhaddad    | 3 - 1                   | S. Meghichi 41'                                                  | Sebbar 39', Noureddine Meghichi 42' et 87'               |
| 31 | 15 octobre 1982   | D1 1982-83     | RSK - MPA  | Benhaddad    | 1 - 2                   | Bousri 44' et 60'                                                | Bourbala 37'                                             |
| 32 | 18 mars 1983      | D1 1982-83     | MPA - RSK  | 5-Juillet-62 | 3 - 2                   | Bousri 67' et 90', Bouiche 77'                                   | Chaïb 88', Hamada 91'                                    |
| 33 | 6 mai 1983        | Coupe 1/2      | MPA - RSK  | 5-Juillet-62 | 1 - 0                   | Ali Bencheikh 76'                                                | –                                                        |
| 34 | 14 octobre 1983   | D1 1983-84     | RSK - MPA  | 5-Juillet-62 | 4 - 1                   | Bousri 90'                                                       | Sebbar 16', Bourbala 54', Benarous 62', M. Kaci-Saïd 78' |
| 35 | 27 février 1984   | D1 1983-84     | MPA - RSK  | 5-Juillet-62 | 2 - 2                   | S. Meghichi 15', Bouras Othmane 37'                              | Benkaci 46', Hamada 54'                                  |
| 36 | 7 septembre 1984  | D1 1984-85     | MPA - RSK  | 5-Juillet-62 | 4 - 2                   | Oudina 34' (p), Sebbar 52', Meziani Sofiane 55', S. Meghichi 81' | Hamada 11', Noureddine Meghichi 73'                      |
| 37 | 28 décembre 1984  | D1 1984-85     | RSK - MPA  | Benhaddad    | 0 - 0                   | –                                                                | –                                                        |
| 38 | 12 septembre 1985 | D2 1985-86     | MPA - RSK  | Bologhine    | 1 - 1                   | Bousri ?                                                         | Chaïb ?                                                  |
| 39 | 23 janvier 1986   | D2 1985-86     | RSK - MPA  | Benhaddad    | 0 - 0                   | –                                                                | –                                                        |
| 40 | 23 décembre 1988  | D1 1988-89     | RCK - MPA  | 5-Juillet-62 | 1 - 2                   | Zitouni 40', S. Meghichi 61'                                     | Hedibel 65'                                              |
| 41 | 27 avril 1989     | D1 1988-89     | MPA - RCK  | 5-Juillet-62 | 0 - 0                   | –                                                                | –                                                        |
| 42 | 18 décembre 1989  | D1 1989-90     | RCK - MCA  | Benhaddad    | 1 - 2                   | Belhaouchet 45', Zitouni 81'                                     | Ibrir 90' (p)                                            |
| 43 | 24 mai 1990       | D1 1989-90     | MCA - RCK  | 5-Juillet-62 | 0 - 1                   | –                                                                | Hamada 21'                                               |
| 44 | 15 novembre 1990  | D1 1990-91     | RCK - MCA  | Benhaddad    | 1 - 0                   | –                                                                | Adjimi 27'                                               |
| 45 | 13 mai 1991       | D1 1990-91     | MCA - RCK  | 5-Juillet-62 | 1 - 0                   | Nacereddine Meraga 65' (p)                                       | –                                                        |
| 46 | 14 décembre 1998  | D1 1998-99     | MCA - RCK  | 5-Juillet-62 | 2 - 0                   | Fodil Dob 38' et 43'                                             | –                                                        |
| 47 | 20 mai 1999       | D1 1998-99     | RCK - MCA  | Benhaddad    | 0 - 0                   | –                                                                | –                                                        |
| 48 | 13 janvier 2000   | C. de la Ligue | RCK - MCA  | 20-Août-55   | 2 - 3                   | Khennouf 22', Azizane 39', Aid 60'                               | Mesbah 31' et 90'                                        |
| 49 | 3 janvier 2002    | D1 2002-03     | RCK - MCA  | Benhaddad    | 0 - 1                   | Fodil Dob 13'                                                    | –                                                        |
| 50 | 28 juin 2002      | D1 2002-03     | MCA - RCK  | 5-Juillet-62 | 4 - 2                   | Fodil Dob 24' (p), Benali 85' et 92', Deghiche 90+3'             | Khelfouni 3' (p), Hamouda 75'                            |
| 51 | 18 novembre 2003  | D1 2003-04     | MCA - RCK  | 5-Juillet-62 | 0 - 1                   | –                                                                | Rafik Boussouar 41'                                      |
| 52 | 10 mai 2004       | D1 2003-04     | RCK - MCA  | Benhaddad    | 1 - 1                   | Noureddine Daham 67'                                             | Hadj Bouguèche 65'                                       |
| 53 | 17 novembre 2008  | D1 2008-09     | MCA - RCK  | Bologhine    | 1 - 0                   | Fayçal Badji 67'                                                 | –                                                        |
| 54 | 19 février 2009   | D1 2008-09     | RCK - MCA  | Benhaddad    | 0 - 2                   | Jean-Marc Benie 31', Hamza Yacef 71'                             | –                                                        |

## Bilan des confrontations
Le tableau suivant dresse le bilan des confrontations officielles entre les deux clubs algérois.
| Compétition       | Victoires du MCA | Matchs nuls | Victoires du RCK | Total | Buts pour le MCA | Buts pour le RCK |
| ----------------- | ---------------- | ----------- | ---------------- | ----- | ---------------- | ---------------- |
| Championnat       | 22               | 16          | 12               | 50    | 70               | 53               |
| Coupe             | 1                | 1           | 1                | 3     | 3                | 3                |
| Coupe de la ligue | 1                | 0           | 0                | 1     | 3                | 2                |
| Total             | 24               | 17          | 13               | 54    | 76               | 58               |

Le MCA a remporté le derby en aller-retour 3 fois 

## Meilleurs buteurs
| Rang | Joueur                 | Club                | Buts |
| ---- | ---------------------- | ------------------- | ---- |
| 1    | Abdesslem Bousri       | MC Alger            | 11   |
| 2    | Hassen Tahir           | MC Alger            | 7    |
| 3    | Abdelkader Aït Hamouda | RC Kouba & MC Alger | 6    |
| 3    | Noureddine Meghichi    | RC Kouba            | 6    |
| 3    | Abdelwahab Zenir       | MC Alger            | 6    |
| 4    | Nouredine Aït Chegou   | RC Kouba            | 5    |
| 4    | Saïd Meghichi          | MC Alger            | 5    |
| 5    | Rachid Sebbar          | RC Kouba & MC Alger | 4    |
| 5    | Hamada                 | RC Kouba            | 4    |
| 5    | Omar Betrouni          | MC Alger            | 4    |
| 5    | Fodil Dob              | MC Alger            | 4    |

## Comparaison des titres
| Équipe   | Championnat | Ligue Départementale | Coupe | Supercoupe | Coupe de la Ligue | Coupe Départementale | Compétitions nord africaines | Compétitions africaines |
| -------- | ----------- | -------------------- | ----- | ---------- | ----------------- | -------------------- | ---------------------------- | ----------------------- |
| MC Alger | 8           | 2                    | 8     | 4          | 1                 | 2                    | 2                            | 1                       |
| RC Kouba | 1           | 0                    | 0     | 1          | 0                 | 0                    | 0                            | 0                       |
| Total    | 9           | 2                    | 8     | 5          | 1                 | 2                    | 2                            | 1                       |

En gras, le club qui possède le plus grand nombre de titres que l'autre dans une compétition.